# Густав Шмідт
Густав Ріхард Ернст Шмідт (нім. Gustav Richard Ernst Schmidt; 24 квітня 1894, Карсдорф, Німецька імперія — 7 серпня 1943, Березовка, РРФСР) — німецький воєначальник, генерал-лейтенант вермахту. Кавалер Лицарського хреста Залізного хреста з дубовим листям.

## Біографія
Учасник Першої світової війни. Після демобілізації армії залишений в рейхсвері. З 12 жовтня 1937 року — командир 216-го запасного піхотного полку, з 10 жовтня 1939 року — 74-го піхотного полку 19-ї піхотної дивізії. Учасник Французької кампанії. З 1 жовтня 1940 року — командир 19-ї стрілецької бригади 19-ї танкової дивізії. Учасник Німецько-радянської війни, в тому числі битви за Москву. З 1 квітня 1942 року — командир своєї дивізії. Учасник Курської битви, під час якої штаб дивізії був оточений радянськими військами. Точна доля Шмідта невідома. За словами генерал-полковника Гліба Бакланова, Шмідт застрелився, за словами маршала танкових військ Михайла Катукова — загинув у бою.

## Звання
- Фанен-юнкер (1 березня 1913)
- Фенріх (20 листопада 1913)
- Лейтенант (19 червня 1914; патент від 23 червня 1912)
- Оберлейтенант (16 вересня 1917)
- Гауптман (1 липня 1925)
- Майор (1 травня 1934)
- Оберстлейтенант (16 вересня 1917)
- Оберст (1 червня 1939)
- Генерал-майор (1 квітня 1942)
- Генерал-лейтенант (1 січня 1943)

## Нагороди
- Залізний хрест
  - 2-го класу (15 вересня 1914)
  - 1-го класу (18 жовтня 1915)
- Королівський орден дому Гогенцоллернів, лицарський хрест з мечами
- Нагрудний знак «За поранення» в чорному
- Почесний хрест ветерана війни з мечами
- Медаль «За вислугу років у Вермахті» 4-го, 3-го, 2-го і 1-го класу (25 років)
- Застібка до Залізного хреста
  - 2-го класу (21 вересня 1939)
  - 1-го класу (2 жовтня 1939)
- Лицарський хрест Залізного хреста з дубовим листям
  - лицарський хрест (4 вересня 1940)
  - дубове листя (№ 203; 6 березня 1943)
- Нагрудний знак «За танкову атаку» в бронзі
- Німецький хрест в золоті (22 квітня 1942)
- Медаль «За зимову кампанію на Сході 1941/42»